# Spanische Badminton-Juniorenmeisterschaft
Die Spanische Badminton-Juniorenmeisterschaften werden seit 1982 jährlich ausgetragen. Die Meisterschaften der Erwachsenen starten im selben Jahr.

## Die Juniorenmeister U18/U19
| Jahr | Herreneinzel            | Dameneinzel         | Herrendoppel                           | Damendoppel                             | Mixed                               |
| ---- | ----------------------- | ------------------- | -------------------------------------- | --------------------------------------- | ----------------------------------- |
| 1982 | Enrique Lago            | Montenegro          | Enrique Lago T. Sacristán              | Maria José Rego Maria Carmen Rojo       | Enrique Lago Montenegro             |
| 1984 | Enrique Lago            | C. Costas           | Enrique Lago Freijo                    | Maria José Rego Maria Carmen Rojo       | D. Freijo Maria Carmen Rojo         |
| 1985 | Rafael Palomo           | Aída Rodríguez      | J. M. Pérez E. Calvo                   | Aída Rodríguez A. Centeno               | A. Fernández A. Centeno             |
| 1986 | J.M. Pérez              | M. E. González      | J. M. Pérez E. Calvo                   | A. Centeno E. Gómez                     | E. Gomez F. Vázquez                 |
| 1987 | Francisco Alberta       | Nuria García        | A. Martín F. Castilla                  | A. Massotti D. Font                     | José María Otero F. Vázquez         |
| 1988 | José Antonio Torres     | Cristina Gonzalez   | Jose M. Merchan Antonio Miranda        | Remedios Galan Sofia Irizar             | José Antonio Torres Remedios Galan  |
| 1989 | José María Otero        | Sofia Irizar        | Francisco Fernández J. Ramon Goce      | Remedios Galan Sofia Irizar             | José María Otero Marta Rodriguez    |
| 1990 | Antonio Miranda         | Ana Carina Anaya    | Jose Merchan Antonio Miranda           | Remedios Galan Sofia Irizar             | José Bermúdez Ana Carina Anaya      |
| 1991 | Arturo Ruiz López       | Cristina Gonzalez   | Arturo Ruiz López Ernesto García       | Loli Marco Lidia Pomares                | Rafael Martos Esther Sanz           |
| 1992 | Ernesto García          | Esther Sanz         | Arturo Ruiz López Ernesto García       | Ester Sanz Raquel Garcia                | Mariano Garces Mónica González      |
| 1993 | Sergio Llopis           | Mónica González     | Alberto Carazo José Ruiz               | Patricia Perez Dolores Moreno           | Sergio Llopis Ana Ferrer            |
| 1994 | Sergio Llopis           | Patricia Perez      | José Antonio Crespo José Ortiz         | Patricia Perez Dolores Moreno           | Jorge Lavina Carmen Ascaso          |
| 1995 | Sergio Llopis           | Victoria Checa      | José Antonio Crespo José Ortiz         | Maria Torres Silvia Milan               | Jorge Lavina Carmen Ascaso          |
| 1996 | Sergio Llopis           | Ana Ferrer          | Sergio Llopis Josep Boluda             | Ana Ferrer Mercedes Cuenca              | Sergio Llopis Ana Ferrer            |
| 1997 | Sergio Llopis           | Victoria Checa      | Sergio Llopis Josep Boluda             | Ana Ferer Mercedes Cuenca               | Sergio Llopis Ana Ferrer            |
| 1998 | Carlos S. Aragon        | Mercedes Cuenca     | Eduardo Vallejo Inigo Serrano          | María Trujillo Joana Martinez           | Inigo Serrano Yoana Martínez        |
| 1999 | Javier Torrado          | Mercedes Cuenca     | Carlos Aragon Javier Torrado           | Yoana Martínez María Trujillo           | Jon San Martin Yoana Martínez       |
| 2000 | Carlos S. Aragon        | Mercedes Cuenca     | Carlos Aragon Carlos Longo             | Ana Ivorra Yolanda Gutierrez            | Antonio Rico Lucia Entrambasaguas   |
| 2001 | Carlos Longo            | Inmaculada Aparicio | Rubén Guerrero Martin                  | Yolanda Gutierrez López                 | Carlos Longo Laura Molina           |
| 2002 | Pedro Gomez             | Inmaculada Aparicio | Pedro Gomez Pablo Abián                | Silvia Riera Alicia Calonge             | Pedro Gomez Inmaculada Aparicio     |
| 2003 | Pablo Abián             | Inmaculada Aparicio | Pablo Abián José V. Ortigosa           | Inmaculada Aparicio Anabel Cháfer       | Antonio Jesús Barriga Laura Molina  |
| 2004 | Pablo Abián             | Laura Molina        | Pablo Abián Vicente Martín             | Veronica Gutierrez Tania Díaz           | Pablo Abián Alicia Calonge          |
| 2005 | Alvaro Sánchez          | Sandra Chirlaque    | Alvaro Sánchez Ernesto Velázquez       | Haideé Ojeda Amanda Márquez             | Antonio Olmedo Sandra Chirlaque     |
| 2006 | Ernesto Velázquez       | Ione Vitoria        | Ernesto Velázquez Alejandro Barriga    | Noelia Jiménez Paula Rodríguez          | David Domínguez Haideé Ojeda        |
| 2007 | Luis Siles              | Sandra Chirlaque    | Carlos López José Luis Gómez           | Sandra Chirlaque Noelia Jiménez         | David Domínguez Haideé Ojeda        |
| 2008 | Luis Siles              | Carolina Marín      | David Durán Alberto Vijande Alonso     | Ana María Martín Carolina Marín         | Luis Siles Haideé Ojeda             |
| 2009 | Diego Errandonea        | Carolina Marín      | Diego Errandonea Luis Tovar            | Ana María Martín Carolina Marín         | Jesús Lorenzo Beatriz Corrales      |
| 2010 | Jesús Lorenzo           | Carolina Marín      | Juan Manuel Fenández Víctor Martín     | Ana María Martín Carolina Marín         | Jesús Lorenzo Beatriz Corrales      |
| 2011 | Victor Martín           | Angela Soto         | Alejandro Toro José Francisco Membrive | Blanca Ibeas Laia Oset                  | Alejandro Toro Blanca Ibeas         |
| 2012 | Victor Martín           | María Vijande       | Victor Martín José Francisco Membrive  | Blanca Ibeas Laia Oset                  | Aitor Arraiza Blanca Ibeas          |
| 2013 | Luís Enrique Peñalver   | Clara Azurmendi     | Luís Enrique Peñalver Javier Suárez    | Elisa Borrás Sophie Endtz               | Victor Martín Laura Martín          |
| 2014 | Manuel Vázquez          | Isabel Fernández    | Brais Alves Pablo Sanmartín            | Ariadna Gallardo Blanca Lucas           | Alejo Javier Ibeas Elena Gil        |
| 2015 | Luís Enrique Peñalver   | Clara Azurmendi     | Luís Enrique Peñalver Javier Suárez    | Clara Azurmendi Isabel Fernández        | Alejo Javier Ibeas Miren Azcue      |
| 2016 | Álvaro Vázquez González | Nerea Díaz          | Manuel Brea Alejandro Nogueira         | Belen Peña Manuela Nevado               | Alejo Javier Ibeas Miren Azcue      |
| 2017 | Álvaro Vázquez González | Clara Azurmendi     | Juan Antonio Mínguez Iván Villanueva   | Paula López Laura Santos                | Andrés Martín Paula López           |
| 2018 | Álex Alcalá             | Elena Andreu        | Fran Olivares Carlos Sánchez           | Nerea Díaz Claudia Leal                 | Andrés Martín Paula López           |
| 2019 | Álvaro Leal             | Ania Setién         | Carlos Piris Joan Monroy               | Elena Lorenzo Fátima Albín              | Álvaro Leal Laura Solís             |
| 2020 | Ernesto Baschwitz       | Lucía Rodríguez     | Carlos Piris Joan Monroy               | Ania Setién Lucía Rodríguez             | Álvaro Leal Laura Solís             |
| 2021 | Jacobo Fernandez        | Ania Setién         | Jacobo Fernandez Rubén García          | Ania Setién Lucía Rodríguez             | Rubén García Maria De La O Perez    |
| 2022 | Daniel Franco           | Nikol Carulla       | Ricardo Rettig Rodrigo Sanjurjo        | Nikol Carulla Lucía Rodríguez           | Ricardo Rettig Carmen María Jiménez |
| 2023 | Daniel Franco           | Nikol Carulla       | Daniel Franco Rodrigo Sanjurjo         | Nikol Carulla Cristina Teruel           | Rodrigo Sanjurjo Nikol Carulla      |
| 2024 | Gonzalo Isabal          | Sara Del Castillo   | Adolfo López Ramón Rovira              | Macarena Izquierdo Carmen María Jiménez | Adolfo López Carmen María Jiménez   |

## Die Juniorenmeister U17
| Jahr      | Herreneinzel            | Dameneinzel           | Herrendoppel                          | Damendoppel                          | Mixed                                 |
| --------- | ----------------------- | --------------------- | ------------------------------------- | ------------------------------------ | ------------------------------------- |
| 2008/2009 | Juan Manuel Fernández   | Carolina Marín        | Victor Martín José Francisco Membrive | Raquel Hoskin Blanca Ibeas           | Salvador Gómez Carolina Marín         |
| 2009/2010 | Aitor Arraiza           | Carolina Marín        | Enrique Fernández Carlos Fraile       | Zhao Min Laia Oset                   | Aitor Arraiza Raquel Hoskin           |
| 2010/2011 | Victor Martín           | María Vijande         | Enrique Fernández Carlos Fraile       | María Vijande Zhao Min               | Victor Martín Laura Martín            |
| 2011/2012 | Luís Enrique Peñalver   | María Vijande         | Luís Enrique Peñalver Javier Suárez   | María Vijande Zhao Min               | Daniel Álvarez Zhao Min               |
| 2012/2013 | Luís Enrique Peñalver   | Clara Azurmendi       | Luís Enrique Peñalver Javier Suárez   | Clara Azurmendi Elena Gil            | Xoel Liñares Isabel Fernández         |
| 2013/2014 | Alejo Javier Ibeas      | Clara Azurmendi       | Manuel Brea Alejandro Nogueira        | Clara Azurmendi Nerea Díaz           | Alejo Javier Ibeas Miren Josebe Azcue |
| 2014/2015 | Álvaro Vázquez González | Sara Peñalver Pereira | José Molares Álvaro Vázquez González  | Sara Peñalver Pereira Cristina Poy   | José Molares Natalia Rodríguez        |
| 2015/2016 | Álvaro Vázquez González | Nerea Díaz            | José Molares Álvaro Vázquez González  | Cristina Poy Laura Santos            | Alejandro Alcalá Cristina Poy         |
| 2016/2017 | Marc Cardona            | Elena Andreu          | Joan Monroy Carlos Piris              | Elena Andreu Ana Carbon              | Alberto Perals Ana Ramírez            |
| 2017/2018 | Tomás Toledano          | Ruth Veiguela         | Joan Monroy Carlos Piris              | Laura Chillón Ainoa Cuervas          | Pelayo Lucas Carlota Viejo            |
| 2018/2019 | Fernando Cívico         | Juliana Viana Vieira  | Guillermo Figueras Álvaro Rumín       | Clara Fernández Juliana Viana Vieira | Jacobo Fernández Lucía Rodríguez      |
| 2020/2021 | Jacobo Fernández        | Lucía Rodríguez       | Daniel Franco Rubén García            | Ania Setien Lucía Rodríguez          | Candela Antequera Jaromir Fotjasek    |
| 2021/2022 | Daniel Franco           | Nikol Carulla         | Adolfo López Jesús de Burgos          | Carmen Jimenez Paula Llavero         | Nikol Carulla Rodrigo Sanjurjo        |
| 2022/2023 | Ramón Rovira            | Macarena Izquierdo    | Joan Guasch Marc Guasch               | Carmen Jimenez Macarena Izquierdo    | Adolfo López Mariela Vazquez          |
| 2023/2024 | Yaidel Gil              | Iziar Barcala         | Mario Rodríguez Ruben Carreras        | Rocio Martin Angela Jimenez          | Yaidel Gil Victoria Gutierrez         |
| 2024/2025 | Mario Rodríguez         | Sofía García          | Miguel Paya Mateo Fernandez           | Ines Poncela Sara Del Castillo       | Mario Rodríguez María García          |

## Die Juniorenmeister U15
| Jahr      | Herreneinzel          | Dameneinzel           | Herrendoppel                            | Damendoppel                        | Mixed                                  |
| --------- | --------------------- | --------------------- | --------------------------------------- | ---------------------------------- | -------------------------------------- |
| 1984      | Rubén Delgado         | Marta Otero           | José María Otero Delgado                | Rodríguez Marta Otero              | Rubén Delgado Marta Otero              |
| 1985      | José María Otero      | Marta Rodríguez       | F. Fernández                            | M. Sánchez S. Casal                | José María Otero Marta Rodríguez       |
| 1986      | José Antonio Torres   | Remedios Galán        | D. Saavedra M. Fandiño                  | Remedios Galán S. Irízar           | José Antonio Torres Remedios Galán     |
| 1987      | Marcos Fernández      | Ana Carina Anaya      | F. Cordero D. Mallo                     | Ana Carina Anaya G. Toledo         | Maria Jesús Cortés G. Toledo           |
| 1988      | Carlos Infante        | Ana Carina Anaya      | Carlos Infante J. González              | M. Almagro Lidia Pomares           | Carlos Infante Ana Carina Anaya        |
| 1989      | Carlos Hernández      | Elena Gayarre         | Fernando Poncela Eduardo Barbagelata    | Eva Iglesias Patricia Gallego      | David Pose Patricia Gallego            |
| 1990      | Fernando Poncela      | Carmen Ascaso         | J. Peña C. Fernández                    | C. Ascaso Ana Ferrer               | M. Doncel S. Crespillo                 |
| 1991      | Carlos Fernández      | Carmen Ascaso         | José Antonio Crespo Ortiz               | C. Ascaso Ana Ferrer               | Carlos Fernández Alvarez               |
| 1992      | Sergio Llopis         | Victoria Checa        | Sergio Llopis Ureña                     | Ibort                              | Sergio Llopis Ana Ferrer               |
| 1993      | Jorge Labarta         | Maria Carmen Bolea    | Iñigo Serrano Vallejo                   | Vanessa Llacer Mercedes Cuenca     | Jorge Labarta Maria Carmen Bolea       |
| 1994      | Josep Boluda          | Noelia Córdoba        | Josep Boluda Rubén Hoya                 | Mercedes Cuenca Noelia Córdoba     | Josep Boluda Mercedes Cuenca           |
| 1995      | Carlos Aragón         | Mercedes Cuenca       | Carlos Aragón Rafael Fernández Arteaga  | Mercedes Cuenca Noelia Llamas      | Jaime Mateu Mercedes Cuenca            |
| 1996      | Carlos Longo          | Yolanda Gutiérrez     | Carlos Longo Martín                     | Ana Ivorra Yolanda Gutiérrez       | Pablo Otín Clara Beltrán               |
| 1997      | Cristóbal Marquez     | Nieves Fernández      | Olea Romero                             | Nieves Fernández López             | Pedros Bolinches                       |
| 1998      | Iván Miranda          | I. Entrambasaguas     | Guerrero Yonathan Longo                 | Anabel Cháfer Inmaculada Aparicio  | Iván Miranda Borrero                   |
| 1999      | Pablo Abián           | María Alqueazar       | Juan Montoya José Vicente Ortigosa      | Maria José Galvez Tania Díaz       | Pablo Abián Lucía Viñoales             |
| 2000      | Alvaro Sánchez        | Verónica Gutiérrez    | Alejandro Barriga Antonio Jesús Barriga | Laura Molina Maria Carmen Artacho  | Alejandro Barriga Laura Molina         |
| 2001      | Ernesto Velázquez     | Laura Molina          | Manuel Márquez David Domínguez          | Montse Garrido Alba Granado        | Alejandro Barriga Laura Molina         |
| 2002      | Alejandro Barriga     | Laura Molina          | Alejandro Barriga David Domínguez       | Laura Molina Ana María Aja         | David Domínguez Amanda Márquez         |
| 2003      | Nicolás Toro          | Haideé Ojeda          | Nicolás Toro Carlos López               | Leire Querejeta Ione Vitoria       | José Luis Gómez Patricia Pérez         |
| 2004      | Luis Tovar            | Leire Querejeta       | Luis Tovar Iñigo Martínez               | Leire Querejeta Ione Vitoria       | Luis Tovar Leire Querejeta             |
| 2005      | Rafael Gálvez         | Ione Vitoria          | Rafael Gálvez Lucas Quirós              | Leire Querejeta Ione Vitoria       | Juan M. Fernández Ana González         |
| 2006      | Juan Manuel Fernández | Mayte Marco           | Victor Martín José Francisco Membrive   | Andrea Márquez Carolina Marín      | Juan M. Fernández Eva Maria Romero     |
| 2007      | Juan Manuel Fernández | Carolina Marín        | Jaime González Iñigo Andueza            | Andrea Márquez Carolina Marín      | Juan M. Fernández Eva Maria Romero     |
| 2008      | Alberto Zapico        | Carolina Marín        | José Francisco Membrive Víctor Martín   | Raquel Hoskin Blanca Ibeas         | José Francisco Membrive Carolina Marín |
| 2009      | Aitor Arraiza         | Nelly Iribelly        | Enrique Fernández Carlos Fraile         | Laura Martín Mariola Serrano       | Victor Martín Laura Martín             |
| 2010      | José Manuel Padín     | María Vijande         | Xoel Liñares Pablo Sanmartín            | Zhao Min María Vijande             | Daniel Álvarez Zhao Min                |
| 2011      | Luís Enrique Peñalver | Isabel Fernández      | Luís Enrique Peñalver Javier Suárez     | Ariadna Gallardo Blanca Lucas      | Xoel Liñares Isabel Fernández          |
| 2012      | Alejo Javier Ibeas    | Clara Azurmendi       | Alejandro Nogueira Fabián Penas         | Elisa Borrás Sophie Endtz          | Alejo Javier Ibeas Clara Azurmendi     |
| 2013      | Samuel Coca           | Clara Azurmendi       | Marcos Bellver Daniel Coleto            | Pilar Carmona Marta Molina         | Miguel Barbado Eva Murio               |
| 2014      | Miguel Barbado        | Sara Peñalver Pereira | Alejandro Alcalá Isaac Gascón           | Sara Peñalver Pereira Cristina Poy | Marcos Cosío Laura Santos              |
| 2014/2015 | Enrique Rodríguez     | Claudia Leal          | Joan Monroy Carlos Piris                | Naia Daza Nerea Díaz               | Alberto Perals Ana Ramírez             |
| 2015/2016 | Tomás Toledano        | Ruth Veiguela         | Ernesto Baschwitz Tomás Toledano        | Laura Chillón Ainoa Cuervas        | Gonzalo Lapeña Elena Lorenzo           |
| 2016/2017 | Fernando Cívico       | Ruth Veiguela         | Guillermo Figueras Álvaro Rumín         | Aitana Martínez Ruth Veiguela      | Salvador Franco Candela Arcos          |
| 2017/2018 | Jacobo Fernández      | Ania Setién           | Guillermo Figueras Álvaro Rumín         | María Otaegui Ania Setién          | Jacobo Fernández Lucía Rodríguez       |
| 2018/2019 | Rubén García          | Juliana Viana Vieira  | Daniel Franco Rubén García              | Lucía Escribano Laura Pedrajas     | Guillermo Figueras Ana Caballero       |
| 2020/2021 | Daniel Franco         | Nikol Carulla         | Iago Martinez Rodrigo Sanjurjo          | Paula Llavero Sofia Alvarez        | Nikol Carulla Rodrigo Sanjurjo         |
| 2021/2022 | Alejandro Gállego     | Macarena Fernández    | Yulien Gil Ismael Oballe                | Macarena Fernández Rocio Martin    | Yaidel Gil Sofia Garcia                |
| 2022/2023 | Yaidel Gil            | Maria Luisa Jimenez   | Yaidel Gil Mario Rodríguez              | Maria Luisa Jimenez Sofia Garcia   | Maria Luisa Jimenez Mario Rodríguez    |
| 2023/2024 | Raúl Hernández        | Polina Prykhodko      | Asier Torres David Carvajal             | Ines Poncela Sara del Castillo     | Raúl Hernández Alicia Brao             |
| 2024/2025 | Guillermo Muñoz       | Belen Soto            | Raul Molina Guillermo Muñoz             | Ines Poncela María García          | Raúl Hernández Belen Soto              |

## Die Juniorenmeister U13
| Jahr      | Herreneinzel       | Dameneinzel           | Herrendoppel                               | Damendoppel                        | Mixed                                |
| --------- | ------------------ | --------------------- | ------------------------------------------ | ---------------------------------- | ------------------------------------ |
| 2007/2008 | Brais Alves        | María Vijande         | Franco Lionel Antonio Llopis               | María Sanchez Yurema Martín        | Daniel Álvarez María Vijande         |
| 2008/2009 | Pablo Sanmartín    | Isabel Fernández      | Xoel Liñares Pablo Sanmartín               | Elisa Borrás Sophie Endtz          | Xoel Liñares Isabel Fernández        |
| 2009/2010 | Alejo Javier Ibeas | Clara Azurmendi       | Víctor Alcaide José María Rodríguez        | Elisa Borrás Sophie Endtz          | Clara Azurmendi Alejo Javier Ibeas   |
| 2010/2011 | Daniel Coleto      | Clara Azurmendi       | Iker Beracoechea Diego Tejada              | Miren Josebe Azcue Clara Azurmendi | Antonio Bacete Sara Peñalver Pereira |
| 2011/2012 | Joaquín Reina      | Sara Peñalver Pereira | Álex Alcalá Adrián Fernández               | Sara Peñalver Pereira Cristina Poy | Marcos Cosío Laura Santos            |
| 2012/2013 | Joan Monroy        | Nerea Díaz            | Adrián Fernández Mario García              | Nerea Díaz María Martínez          | Joan Monroy Júlia de la Torre        |
| 2013/2014 | Miguel San Luís    | Fátima Albín          | Ernesto Baschwitz Tomás Toledano           | Elena Oncina Julia Oncina          | Javier Vilaplana Fátima Albín        |
| 2014/2015 | Fernando Cívico    | Ruth Veiguela         | Fernando Cívico Gabriel Fernández          | Ruth Veiguela Carlota Viejo        | Alejandro de Pablo Celia Ibáñez      |
| 2015/2016 | Suresh Martínez    | Ania Setién           | Carlos Santiago Fernández Jacobo Fernández | Carla Moyano María de la O Pérez   | Ánder Cubillas Amaia Torralba        |
| 2016/2017 | Guillermo Figueras | Lucía Rodríguez       | Guillermo Figueras Rodrigo Sanjurjo        | Ana Caballero Amaia Torralba       | Basilio Porto Lucía Rodríguez        |
| 2017/2018 | Daniel Franco      | Nikol Carulla         | Marc Martín Rodrigo Sanjurjo               | Nikol Carulla Elena Payá           | Daniel Franco Ainhoa Ramírez         |
| 2018/2019 | Jofre Comella      | Macarena Izquierdo    | Joan Guasch Marc Guasch                    | Laura Anglada Carmen Maria Jiménez | Joan Guasch Carmen Maria Jiménez     |
| 2020/2021 | Alejandro Gállego  | Rocio Martin          | Yulien Gil Ismael Obelle                   | Paula Noya Alba Prada              | Mario Rodríguez Maria Luisa Jimenez  |
| 2021/2022 | David Carvajal     | Sofia Garcia          | David Carvajal Asier Torres                | Blanca Cantón Patricia Peña        | Pablo Delgado Patricia Peña          |
| 2022/2023 | Raúl Hernández     | María García          | Martin Fenoll Pablo Sanz                   | María García Inés Poncela          | Raúl Hernández Alicia Brao           |
| 2023/2024 | Guillermo Muñoz    | Sara Arenas           | Magno Salas Nil Leiva                      | Xulia Otero Maia Freire            | Guillermo Muñoz Sara Arenas          |

## Die Juniorenmeister U11
| Jahr      | Herreneinzel          | Dameneinzel         | Herrendoppel                                       | Damendoppel             | Mixed                           |
| --------- | --------------------- | ------------------- | -------------------------------------------------- | ----------------------- | ------------------------------- |
| 2011/2012 | José Miguel Rodríguez | Laura Chillón       | Francisco Jesús de la Fuente José Miguel Rodríguez | nicht ausgetragen       | nicht ausgetragen               |
| 2012/2013 | Guillermo Illescas    | Ruth Veiguela       | Gabriel Fernández Omar Vila                        | nicht ausgetragen       | nicht ausgetragen               |
| 2013/2014 | Jacobo Fernández      | Carla Moyano        | Guillermo Figueras Álvaro Rumín                    | nicht ausgetragen       | nicht ausgetragen               |
| 2014/2015 | Guillermo Figueras    | Lucía Rodríguez     | Guillermo Figueras Daniel Franco                   | nicht ausgetragen       | nicht ausgetragen               |
| 2015/2016 | Rodrigo Sanjurjo      | Elena Paya          | Rodrigo Sanjurjo Daniel Franco                     | nicht ausgetragen       | nicht ausgetragen               |
| 2016/2017 | Adolfo López          | María Ojeda         | Jesús de Burgos Adolfo López                       | nicht ausgetragen       | nicht ausgetragen               |
| 2017/2018 | Ismael Oballe         | Ángela Jiménez      | Ismael Oballe Pedro Rey                            | nicht ausgetragen       | nicht ausgetragen               |
| 2018/2019 | Yaidel Gil            | María Luisa Jiménez | Yaidel Gil Adrián Rodríguez                        | nicht ausgetragen       | nicht ausgetragen               |
| 2020/2021 | Dario Miguez          | Sofia García        | nicht ausgetragen                                  | nicht ausgetragen       | D. Dario Miguez Sofia García    |
| 2021/2022 | Guillermo Muñoz       | Maia Freire         | Guillermo Muñoz Hugo Gallego                       | Xulia Otero Maia Freire | Guillermo Muñoz Marta Iglesias  |
| 2022/2023 | Xoel Alvarez          | Xulia Otero         | Pedro Jesus Carmona Alvaro Millan                  | Xulia Otero Maia Freire | Xulia Otero Xoel Alvarez        |
| 2023/2024 | Xoel Alvarez          | Ines Lemos          | Xoel Alvarez Álvaro Gómez                          | Ines Lemos Eva Lemos    | Álvaro Gómez Telma Ruso         |
| 2024/2025 | Pedro Jesús Carmona   | Eva Lemos           | Pedro Jesús Carmona Adrián Gabriel Zamudio         | Ruth Mercader Eva Lemos | Pedro Jesús Carmona Nuria Pérez |